# 羟基卡替洛尔
羟基卡替洛尔（也称为8-羟基卡替洛尔）是一种含氮有机化合物，化学式C
16H
24N
2O
4，能作为β受体阻滞剂，也是卡替洛尔在体内的主要代谢产物。